# Danielle Lawrie
Danielle Lawrie, née le 11 avril 1987 à Burnaby, est une joueuse canadienne de softball.

## Carrière
Avec l'équipe du Canada, elle termine quatrième des Jeux olympiques d'été de 2008 à Pékin, et remporte la médaille de bronze du tournoi de softball aux Jeux olympiques d'été de 2020 à Tokyo.

## Famille
Elle est la sœur du joueur de baseball Brett Lawrie et la nièce de la curleuse Kelley Law.